# Huertea glandulosa
Huertea glandulosa är en tvåhjärtbladig växtart som beskrevs av Hipólito Ruiz López och Pav. Huertea glandulosa ingår i släktet Huertea och familjen Tapisciaceae. Inga underarter finns listade.